# Basidiospore

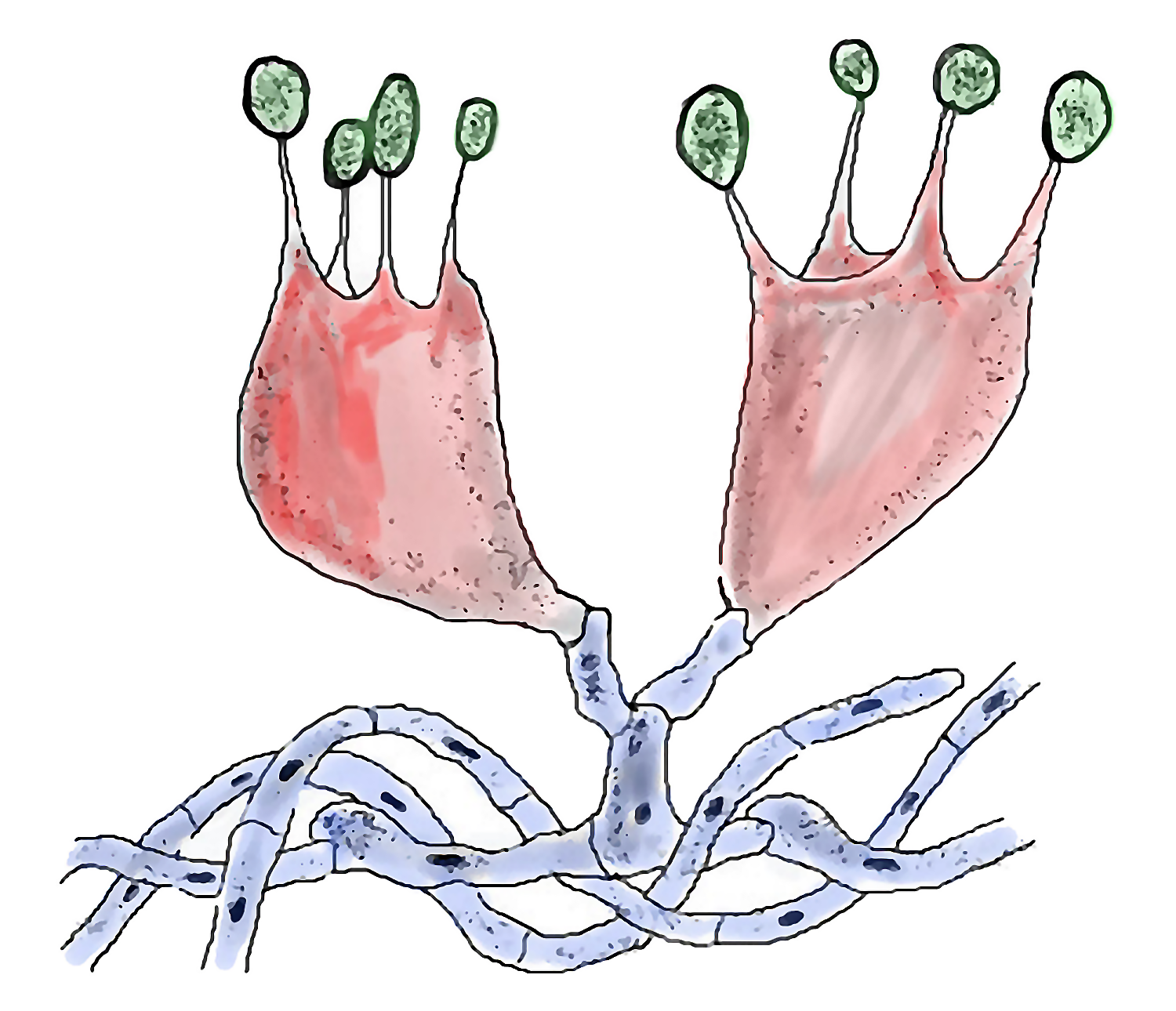
Hyphengeflecht (blau) mit Basidien (rosa) und Sporen (grün)

Basidiosporen (von *basidio -, altgriechisch σπορά sporá, deutsch ‚Same‘) sind Meiosporen der Ständerpilze (Basidiomycota), die an besonderen Auswüchsen, den Sterigmen der Basidie entstehen. Die Keimung erfolgt mit Sprosszellen, Sekundärsporen, Konidiosporen oder Keimhyphen.

## Basidiosporen
Eine Basidiospore ist eine Fortpflanzungsspore, die von Ständerpilzen produziert wird. Basidiosporen wachsen auf Basidien und haben einen haploiden Kern, der das Produkt der Meiose ist. Typischerweise wachsen Basidiosporen auf äußeren Teilen der Basidie. Auf den Lamellen eines typischen Ständerpilzes befinden sich Millionen von Basidien. Einige Pilzarten können bis zu Milliarden Sporen produzieren. Doch manche noch viel mehr, wie der Riesenbovist, der etwa fünf Billionen Basidiosporen produziert. Die meisten Basidiosporen werden aktiv entlassen und gelten daher als Ballistosporen. Diese Sporen dienen als Fortpflanzungseinheiten für die Pilze. Die Sporen werden oft in Zeiten hoher Feuchtigkeit freigesetzt und haben im Allgemeinen eine Nacht- oder Vor-Dämmerungs-Spitzenkonzentration in der Atmosphäre.
Wenn Basidiosporen auf ein günstiges Substrat stoßen, können sie typischerweise durch die Bildung von Hyphen keimen. Diese Hyphen wachsen aus der Spore nach außen und bilden ein sich kreisförmig ausdehnendes Myzel. Die kreisförmige Form einer Pilzkolonie erklärt die Bildung von Hexenringen und auch die kreisförmigen Läsionen von hautinfizierenden Pilzen, die Ringelflechte verursachen können. Einige Basidiosporen keimen wiederholt, indem sie kleine Konidiosporen anstelle von Hyphen bilden.

### Allgemeine Struktur und Aussehen
Basidiosporen sitzen am Hilum, in der Regel an der Unterseite des Apikulus, also seitlich, dem Sterigma auf. Daher sind die meisten Basidiosporen asymmetrisch. Ausgenommen sind davon die Bauchpilze, da bei ihnen die Basidiosporen nicht aktiv entlassen werden, haben sie keinen Apikulus und sind daher meist weitgehend symmetrisch. Bei einigen Basidiosporen ist das Hilum ziemlich ausgeprägt, wiederum in anderen weniger auffällig. Basidiosporen sind meist einzellig und erstrecken sich vom kugelförmigen, ovalen bis zum länglichen oder auch zum Ellipsoid und Zylinder. Die Oberfläche der Spore kann glatt, aber auch leicht bis sehr stark ornamentiert sein.

## Belege
1. ↑  De-Wei Li: Five trillion basidiospores in a fruiting body of Calvatia gigantea. In: Mycosphere. Band 2, Nr. 4, 2011, S. 457–462 (englisch, mycosphere.org [PDF; abgerufen am 11. April 2017]).
2. ↑  Sarah C. Watkinson, Lynne Boddy, Nicholas Money: The Fungi. Academic Press, 2015, ISBN 978-0-12-382035-8, S. 86 (englisch, eingeschränkte Vorschau in der Google-Buchsuche).
3. ↑  Hans Halbwachs, Claus Bässler: Gone with the wind – a review on basidiospores of lamellate agarics. In: Mycosphere. Band 6, Nr. 1, 2015, S. 78–112, doi:10.5943/mycosphere/6/1/10 (englisch).